# Kohen

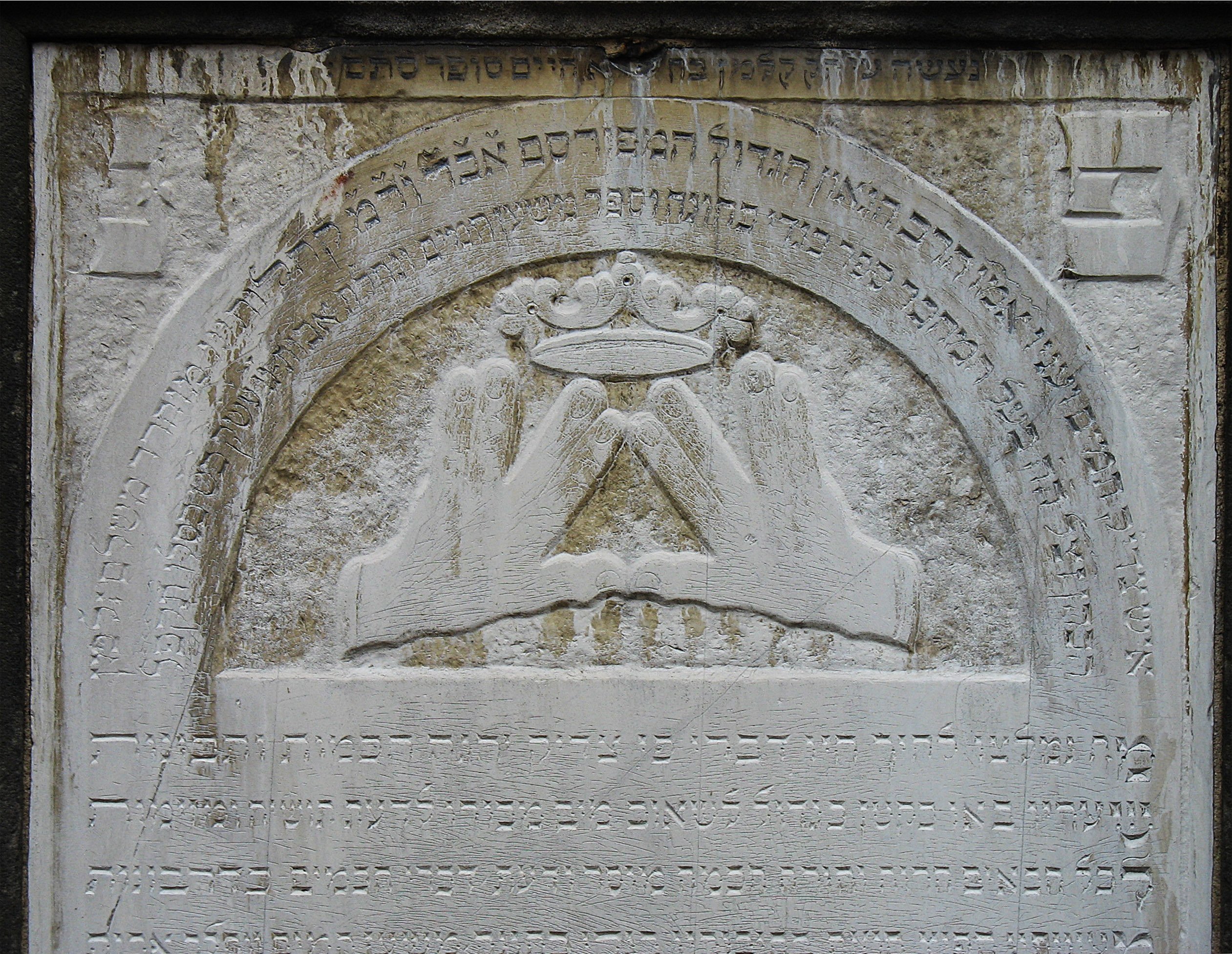
Gest błogosławieństwa na macewie rabina kohena

Kohen (hebr. כֹּהֵן) – kapłan w judaizmie. Koheni są rodem żydowskim, wywodzącym się w linii męskiej od Aarona brata Mojżesza, należącym do Plemienia Lewitów. Stąd zwani też aaronitami (inaczej ród Aarona). 
W związku z tym, że Aaron był pierwszym arcykapłanem wyznaczonym przez Boga, wszyscy następni arcykapłani i kapłani żydowscy musieli być jego potomkami w linii męskiej. Do Aaronitów należały też kobiety, które jednak nie mogły pełnić żadnych funkcji liturgicznych. Naczelnikiem rodu był każdorazowy arcykapłan.
Kapłani, czyli kohanim, należą do pokolenia Lewiego. Nie otrzymało ono w czasach biblijnych żadnego działu terytorialnego, ponieważ przypadała mu wznioślejsza misja: strzec Przymierza. Z tego plemienia wyszli Aaron i Mojżesz synowie Amrama, ale tylko pochodzenie od starszego brata, Aarona, uważano za uprawniające do wyłaniania spośród siebie arcykapłanów jako „pomazańców Pana” i do noszenia tytułu kohen.